# Fritz Schneider (Politiker, 1838)
Fritz Schneider (* 8. August 1838 in Breslau, Provinz Schlesien; † 29. April 1921 in Potsdam) war ein deutscher Schriftsteller und Mitglied des Deutschen Reichstags.

## Leben
Schneider besuchte das Elisabeth-Gymnasium in Breslau von 1848 bis 1858. 1858 wurde er Student der Philologie, dann der Volkswirtschaft an der Universität Breslau und ab 1861 in Berlin. 1858 wurde er Mitglied der Breslauer Burschenschaft der Raczeks und 1861 Mitglied der Berliner Burschenschaft Arminia. 1867 machte er sein Doktorexamen an der staatswirtschaftlichen Fakultät in Tübingen. Ab 1862 war er Sekretär der Anwaltschaft deutscher Genossenschaften und ab 1868 Vertreter des verstorbenen Hermann Schulze-Delitzsch auf den genossenschaftlichen Verbandstagen, bis er 1884 aus dieser Stellung ausschied. Von 1877 bis 1886 war er Mitglied der Stadtverordneten-Versammlung in Potsdam und von 1882 bis 1888 war er Mitglied des Brandenburgischen Provinziallandtages für Potsdam.
Von 1884 bis 1887 Mitglied des Reichstages für den Wahlkreis Potsdam-Osthavelland und von 1890 bis 1898 für Nordhausen. Er trat für die Deutsche Freisinnige Partei und ab 1893 für die Freisinnige Volkspartei an. Des Weiteren war er Verfasser verschiedener, die Erwerbs- und Wirtschaftsgenossenschaften betreffenden Schriften.